# Cyclosa angusta
Cyclosa angusta Tanikawa, 1992 è un ragno appartenente alla famiglia Araneidae.

## Etimologia
Il nome proprio della specie deriva dall'aggettivo latino angustus, -a, -um, che significa stretto, angusto, ad indicare la sottigliezza dell'addome di questa specie

## Caratteristiche
L'olotipo femminile rinvenuto è di dimensioni: cefalotorace lungo 2,38mm, largo 1,65mm; opistosoma lungo 5,73mm, largo 2,37mm.

## Distribuzione
La specie è stata reperita in Giappone: ad Otomi, sull'isola di Iriomote nella prefettura di Okinawa.

## Tassonomia
Al 2013 non sono note sottospecie e dal 2009 non sono stati esaminati nuovi esemplari.